# Phosphabenzol
Phosphabenzol ist ein aromatischer Heterocyclus, der neben Kohlenstoff und Wasserstoff ein Phosphoratom enthält. Die Summenformel lautet C5H5P. Es ist das schwerere Homologe von Pyridin. Andere gebräuchliche Namen sind Phosphinin oder Phosphorin.

## Darstellung
Als erstes Phosphabenzolderivat wurde 1966 von Gottfried Märkl das 2,4,6-Triphenylphosphabenzol beschrieben. Die Synthese erfolgt durch Umsetzung von 2,4,6-Triphenylpyryliumtetrafluoroborat mit Tris(hydroxymethyl)phosphin in Pyridin.
Weitere Phosphabenzolderivate sind durch Umsetzung verschiedener Pyriliumjodide mit Tris(trimethylsilyl)phosphan zugänglich.
Einen Syntheseweg zum nichtsubstituierten Phosphabenzol beschrieb 1971 Arthur Ashe III. Durch die Kupplung von Propargylbromid 1 mit Ethinylmagnesiumbromid 2 erhält man Penta-1,4-diin 3, das mit Dibutylzinnhydrid zu Dibutylstannacyclohexadien 4 umgesetzt wird. Die Reaktion dieser Zwischenstufe mit Phosphortribromid ergibt das Phosphanbromid 5. Die anschließende Dehydrohalogenierung mit Diazabicyclononen (DBN) liefert das Phosphabenzol 6.
Francois Mathey, einer der weltweit führenden Phosphorchemiker, entwickelte die Ashe‘schen Methoden unter Einbeziehung von Übergangsmetallkomplexverbindungen einschließlich Palladium- bzw. Nickel-katalysierter Kupplungsreaktionen weiter.

## Eigenschaften

### Physikalische Eigenschaften
Phosphabenzol ist eine farblose flüchtige Flüssigkeit mit einem charakteristischen Phosphingeruch. Sie ist luftempfindlich, scheint aber unter einer inerten Atmosphäre recht stabil zu sein.
Das Molekül der Verbindung hat eine planare Struktur, die etwa 88 % der Aromatizität des Benzols aufweist. Die P–C-Bindungslänge beträgt 173 pm und die C–C-Bindungslängen liegen im Bereich von 140 pm.

### Chemische Eigenschaften
Phosphabenzol ist relativ stabil, wenig luft- und feuchtigkeitsempfindlich und kann lange unter Inertgasatmosphäre gelagert werden. Im Gegensatz hierzu ist beispielsweise Silabenzol sehr luft- und feuchtigkeitsempfindlich sowie thermolabil. Die Stabilität der Titelverbindung hängt mit den ähnlichen Elektronegativitäten von Kohlenstoff (2,5) und Phosphor (2,1) zusammen.
Obwohl Phosphabenzol das schwere Homologe zum Pyridin ist, gibt es entscheidende Unterschiede dieser Verbindungen. Das freie Elektronenpaar des N im Pyridin ist dessen HOMO, sodass Pyridin über gute σ-Donoreigenschaft verfügt.
Das HOMO und LUMO von Phosphabenzol jedoch sind dessen π und π* Molekülorbitale, außerdem ist das freie Elektronenpaar in einem niedrigeren Energieniveau lokalisiert. Aus diesem Grund fungiert Phosphabenzol eher als σ-Akzeptor- und π-Donorligand.
Pyridin reagiert mit Nucleophilen überwiegend in der C2-Position wegen der höheren Elektronegativität des Stickstoffatoms. Phosphabenzol hingegen bildet mit Nucleophilen λ4-Derivate, die wiederum mit Elektrophilen zu λ5-Phosphabenzolen reagieren.

## Homologe des Phosphabenzols
Vom Pyridin und Phosphabenzol sind die homologen Verbindungen schwererer Elemente bekannt. Allen ist ihre Aromatizität gemeinsam.
Die Stabilität nimmt mit der Ordnungszahl des Heteroatoms ab. Nachfolgend sind die Bindungslängen und -winkel der Heterobenzole der 15. Gruppe des Periodensystems dargestellt (von links nach rechts: Pyridin, Phosphabenzol, Arsabenzol, Stibabenzol und Bismabenzol):
Die mit steigender Ordnungszahl zunehmende Instabilität hängt damit zusammen, dass eine [4+2]-Cycloaddition bevorzugt schon bei niedrigen Temperaturen abläuft und die Isolierung der Reinsubstanzen z. T. unmöglich gestaltet.
Bei elektrophilen Substitutionsreaktionen wie Halogenierung, Acylierung usw. verhält sich Phosphabenzol wie andere aromatische Verbindungen.
Eine Zusammenstellung von Eigenschaften, Synthesen und Reaktionen der Homologen Phosphabenzol und Arsabenzol lieferte Gottfried Märkl 1982.

## Übergangsmetallkomplexe
Vom Phosphabenzol sind viele Übergangsmetallkomplexe bekannt. Zu diesen gehören auch gemischte Phosphazen/Phosphabenzo-Liganden, die von Mathey untersucht wurden.
Phosphabenzol-Rhodium-Systeme scheinen bei der Hydroformylierung von terminalen wie internen Olefinen den herkömmlichen Katalysatoren überlegen zu sein.
Der Marburger Organometallchemiker und Buchautor Christoph Elschenbroich bespricht in seinem Buch weitere Phosphabenzol-Komplexverbindungen, in denen der Ligand sowohl als η1-, als auch als η6-Ligand fungiert. So ist (η1-C5H5P)-Mo(CO)5 von Ashe bereits 1977 beschrieben worden. Andere Übergangsmetalle bilden eher Komplexe wie beispielsweise (η6-RnC5H5-nP)nCr(CO)6-n, welches von Nöth 1973 synthetisiert wurde.